# Lophiocarpaceae
Lophiocarpaceae es una pequeña familia de plantas dicotiledóneas dentro del orden de las cariofilales. Comprende dos géneros, Lophiocarpus y Corbichonia, y unas seis especies que se distribuyen en el sudoeste de África, incluyendo a Madagascar.
Esta familia ha sido reconocida por sistemas modernos de clasificación, como el sistema APG III de 2009. Anteriormente, los géneros que constituyen esta familia habían sido dispuestos en Molluginaceae, Phytolaccaceae o Aizoaceae pero los análisis filogenéticos sobre datos moleculares indican que los dos géneros que la constituyen comprenden un clado monofilético que debe considerarse como una familia separada.

## Descripción
Son plantas herbáceas anuales o perennes, o arbustos.  Las hojas son simples, sin estípulas. Las flores son variables tanto en el número de ciclos como de miembros por ciclo: desde corolas apétalas a polipétalas, de cuatro a numerosos estambres. Los granos de polen son tricolpados. El gineceo está formado por un ovario sincárpico constituido por dos carpelos que encierran un solo lóculo.  El fruto puede ser una cápsula o un aquenio. Las semillas de Corbichonia presentan arilo.